# 水戸市立緑岡中学校
水戸市立緑岡中学校（みとしりつ みどりおかちゅうがっこう）は、茨城県水戸市見川町にある公立中学校。

## 概要
- 通称「緑中（りょくちゅう）」。
- 生徒数は約440人。

## 制服
冬服
- 男子:学ラン
- 女子:セーラー服、ネクタイは緑

夏服
- 男子:Yシャツ、学ランのズボン
- 女子:ジャンパースカート

## 部活動
- 野球
- サッカー
- ソフトボール
- テニス（男・女）
- バスケットボール（男・女）
- バレーボール
- 卓球
- 剣道
- 陸上
- 水泳
- 造形
- 吹奏楽

## 委員会
- 中央委員会
- 生活委員会
- 体育委員会
- 給食委員会
- 広報委員会
- 緑化委員会
- 保健委員会
- 図書委員会
- 放送委員会
- 福祉委員会
- 環境委員会

## 主な卒業生
- 飯島秀雄（陸上短距離選手・元プロ野球選手）
- 武双山正士（元大相撲力士）
- 渡邊美奈（柔道）